# Relikwie

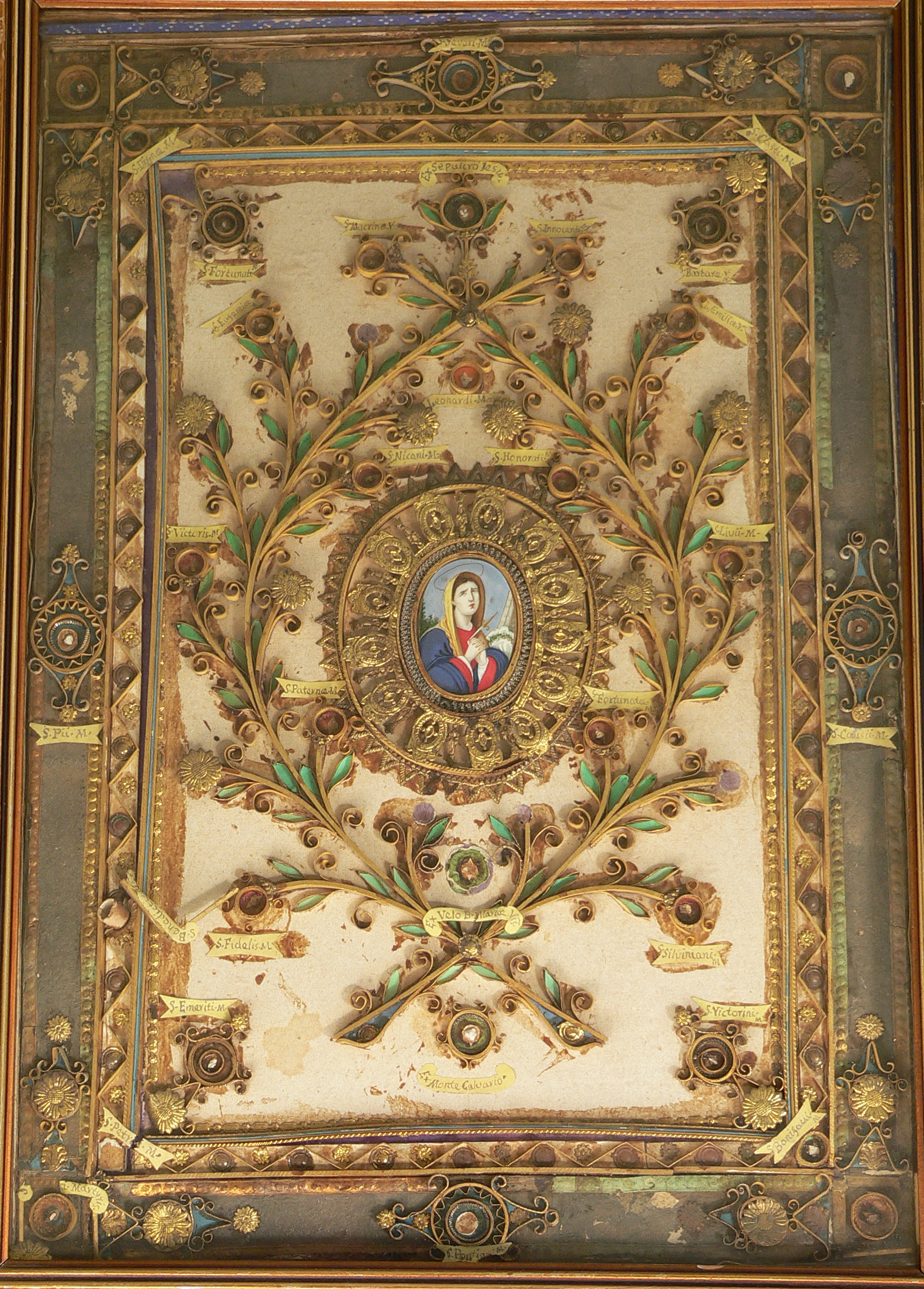
Relikwiarz

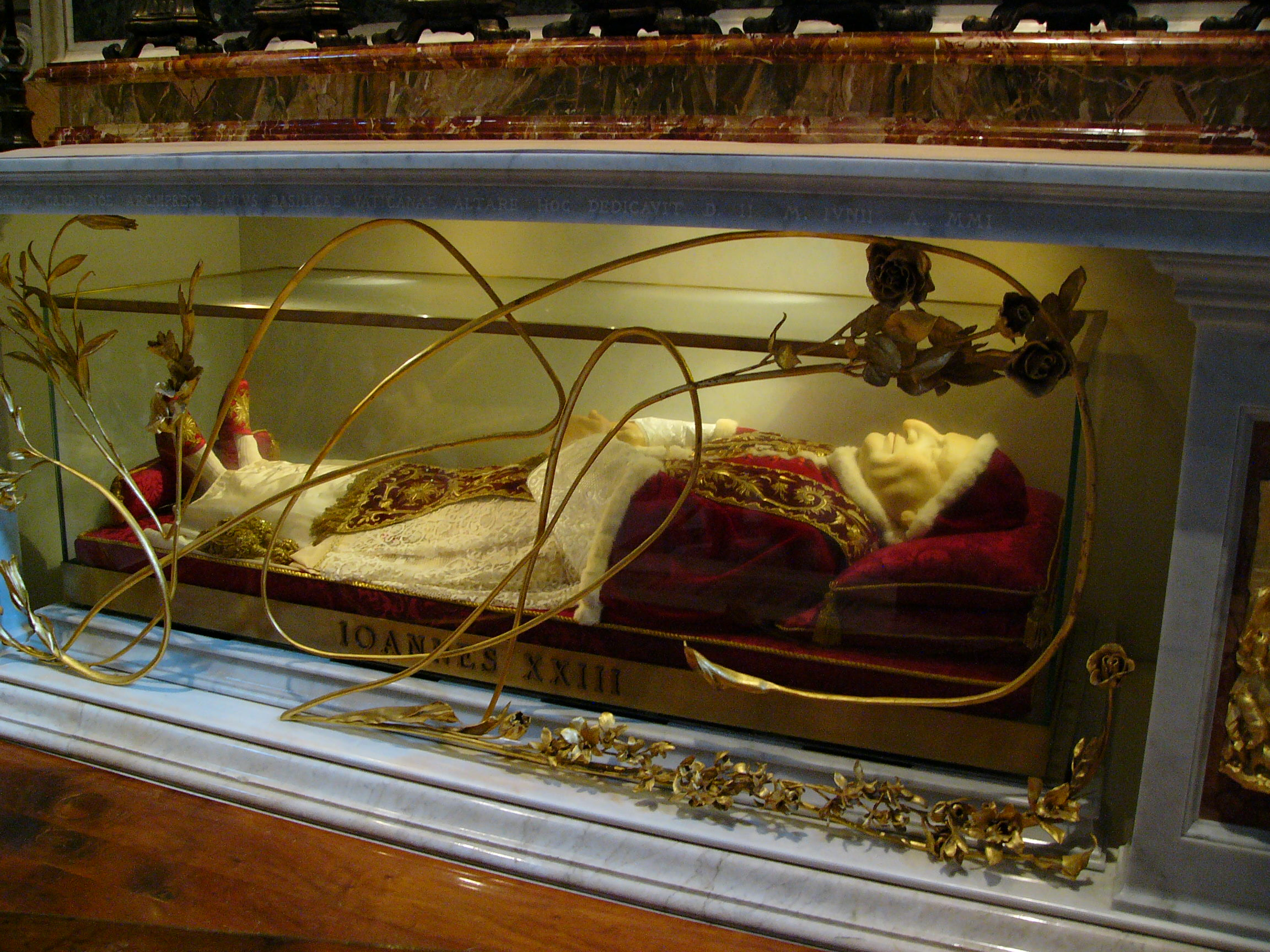
Ciało papieża Jana XXIII w ołtarzu bocznym bazyliki św. Piotra w Rzymie

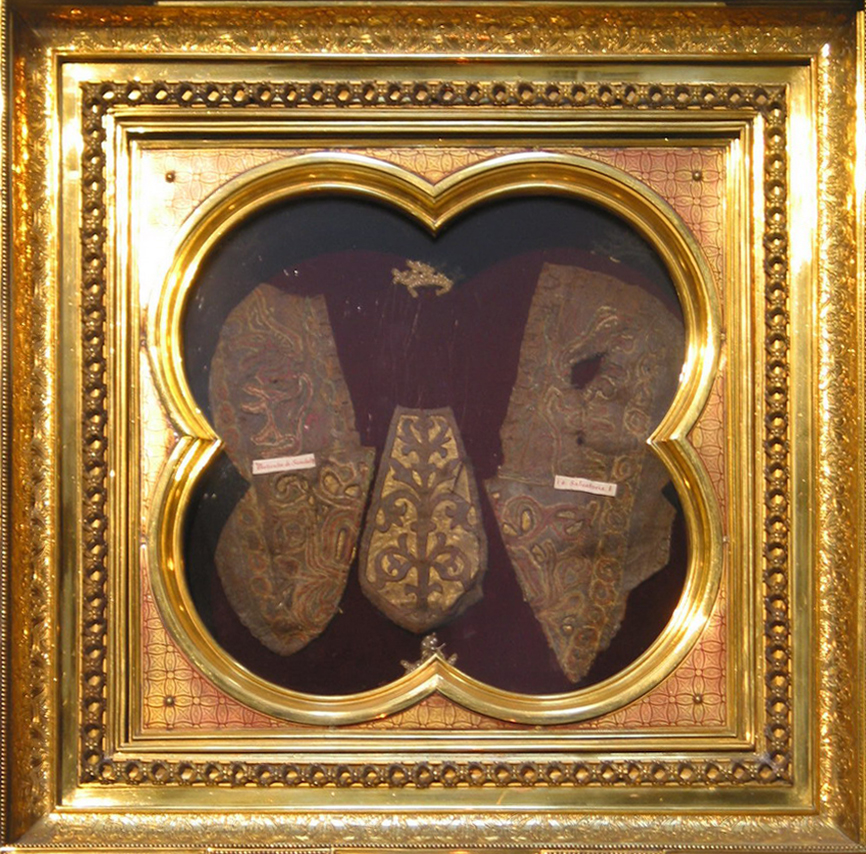
Sandały Jezusa, jedna z relikwii znajdująca się w miejscowości Prüm w Niemczech

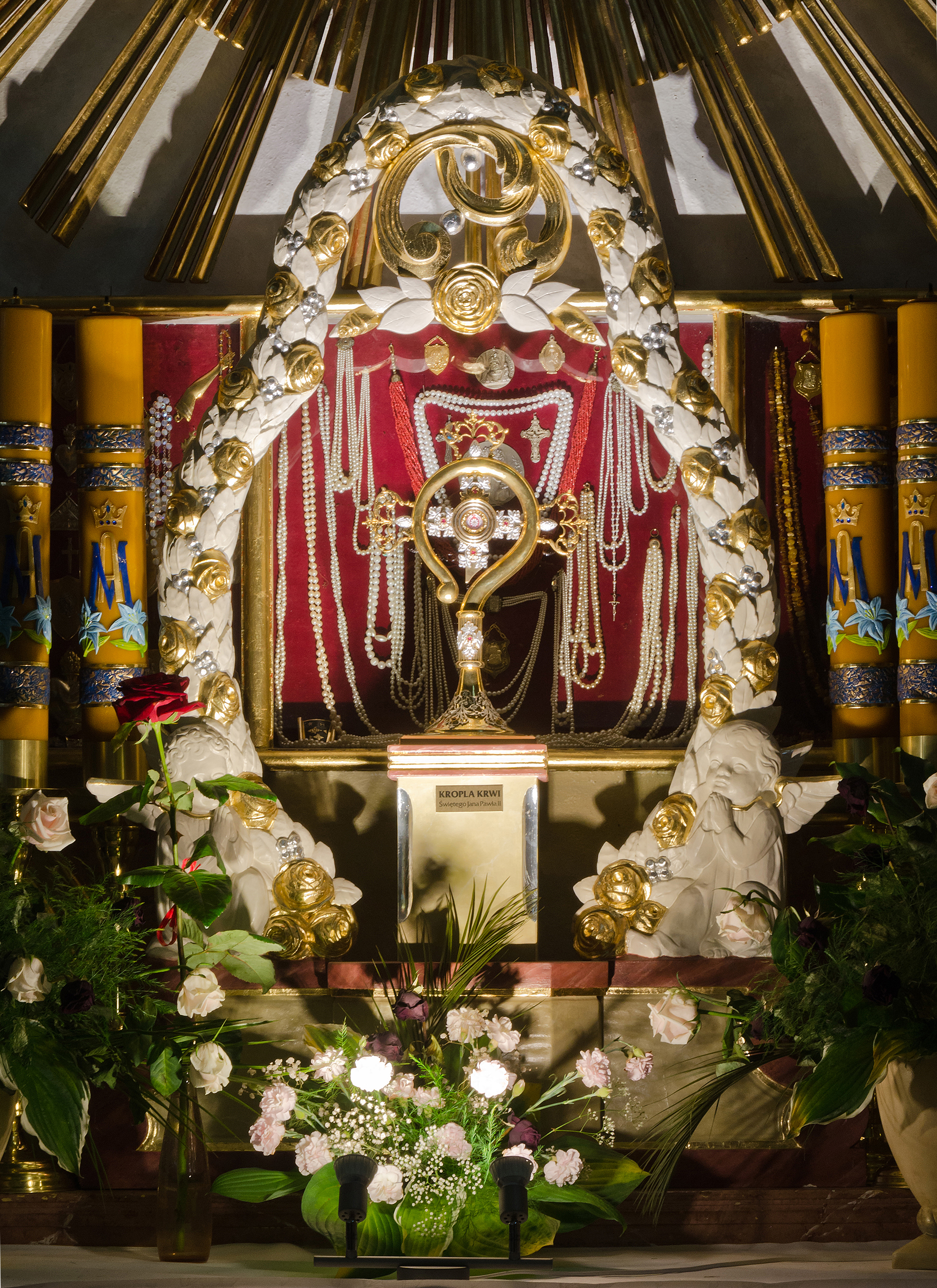
Relikwiarz z ampułką zawierająca krew św. Jana Pawła II

Relikwie (łac. reliquiae „pozostałości, resztki”) – szczątki ciał osób świętych lub błogosławionych, a także przedmioty, z którymi miały związek w czasie życia. Kult relikwii występuje w różnych wierzeniach m.in. w islamie, buddyzmie, shintō oraz w różnych odłamach chrześcijaństwa.

## Klasyfikacja relikwii
Do 2017 roku relikwie mogły być I, II lub III stopnia:
- najważniejsze relikwie – I stopnia – to pozostałości ciała świętego, np. krew, kości, skóra, włosy, paznokcie
- relikwie II stopnia – przedmioty związane z osobą świętego za jego życia ziemskiego, którymi się posługiwał, mające bezpośredni kontakt ze świętym: jego ubrania, modlitewnik, różaniec i inne przedmioty codziennego użytku
- relikwie III stopnia – przedmioty, które stały się relikwiami poprzez dotknięcie właściwych relikwii – pierwszego lub drugiego stopnia; mogą to być na przykład rzeczy potarte o część ciała zmarłego świętego lub dotknięte przez samego świętego w trakcie życia

W 2017 roku Kongregacja Spraw Kanonizacyjnych zniosła relikwie III stopnia, wprowadzając dwustopniową skalę klasyfikacji relikwii: relikwii wyjątkowych (insigni) oraz potocznych (non insigni). Pierwsze to ciała lub ich znaczne części, a także cała zawartość urny z prochami zachowanymi po kremacji. Do drugich zalicza się małe cząstki ciała lub kości oraz przedmioty używane przez świętych i błogosławionych. 
Obydwa typy relikwii muszą być przechowywane w opieczętowanych kapsułach. 
Kościół katolicki starał się ograniczyć handel relikwiami, ustanawiając w 1215 na soborze laterańskim, że ważne są tylko relikwie zatwierdzone przez papieża. Było to spowodowane tym, iż w średniowieczu  niekiedy dochodziło do nadużyć. Sprzedawano bowiem fałszywe relikwie. Dalsze uregulowanie spraw związanych z relikwiami nastąpiło na soborze trydenckim.

## Relikwie związane z Jezusem
| nazwa                  | miejsce                         | tradycyjne pochodzenie                                                                                             |
| ---------------------- | ------------------------------- | --- |
| Krzyż Prawdziwy        | obecnie wiele miejsc na świecie | krzyż, na którym umarł Jezus                                                                                       |
| Krew Pańska            | obecnie kilka miejsc na świecie | krew i woda, które wytrysnęły z boku Jezusa                                                                        |
| Całun Turyński         | Turyn                           | płótno, jakim okryto ciało Jezusa po śmierci                                                                       |
| Całun z Manoppello     | Manoppello                      | utożsamiany z tzw. Chustą św. Weroniki                                                                             |
| Święty Graal           | Walencja                        | kielich, którego użył Jezus podczas Ostatniej Wieczerzy                                                            |
| Chusta z Oviedo        | Oviedo                          | chusta (dokł. sudarium), w którą zawinięto głowę Jezusa po śmierci, aby zatamować krwotok i zachować krew zmarłego |
| Tunika z Argenteuil    | Argenteuil                      | sadin, tunika jaką Jezus nosił bezpośrednio na ciele                                                               |
| Suknia z Trewiru       | Trewir                          | tunika zakładana na sadin                                                                                          |
| Titulus Crucis         | Rzym                            | kawałek tabliczki INRI                                                                                             |
| Święte Schody          | Rzym                            | schody pałacu Piłata                                                                                               |
| Włócznia Przeznaczenia | Watykan                         | włócznia, którą św. Longin przebił bok Jezusa                                                                      |
| Korona cierniowa       | Paryż                           | korona, którą Piłat kazał nałożyć na głowę Jezusa                                                                  |
| Kolumna biczowania     | Rzym                            | tradycja głosi, że to przy niej był biczowany Jezus                                                                |
| Święty napletek        | wiele miejsc w Europie          | szczątek ciała pozostały po obrzezaniu Jezusa                                                                      |
| Sandały Jezusa         | Prüm                            | sandały, w których chodził Jezus                                                                                   |
| Święte gwoździe        | wiele miejsc w Europie          | gwoździe, którymi Jezus był przybity do krzyża                                                                     |